# Procesja w guberni kurskiej
Procesja w guberni kurskiej (ros. Крестный ход в Курской губернии) – obraz olejny Ilji Riepina, jedna z wielu jego prób ukazania Rosji.
Obraz przedstawia wiejską drogę prowadzącą przez niemal pustynne, ogołocone z roślin otoczenie. Drogą, w tumanach kurzu, idzie procesja niosąca cudowną Kursko-Korzenną Ikonę Matki Bożej. Bezładny tłum pątników jest bardzo zróżnicowany, można dostrzec przedstawicieli wszystkich klas społecznych, różnorodność ludzkich charakterów. Siermiężne odzienie chłopów kontrastuje z kolorowymi ubraniami mieszczan i duchownych. Ekstatyczne uniesienie jednych kontrastuje z pychą i bezmyślnością innych.
Riepin dostrzegał głębokie różnice społeczne dzielące uczestników procesji, akcentował niesprawiedliwość społeczną. Ponure otoczenie oddaje istotę egzystencji większości mieszkańców Rosji, pozbawioną radości i perspektyw.